# The Late Great Johnny Ace
The Late Great Johnny Ace è un brano musicale composto da Paul Simon, incluso nel suo album Hearts and Bones del 1983.

## Il brano

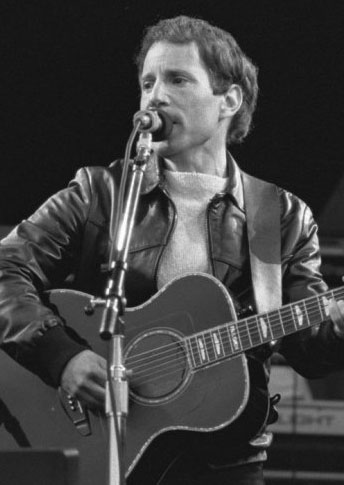
Paul Simon nel 1982

Composta da Simon nel 1981, la canzone all'inizio parla del cantante rhythm and blues Johnny Ace, accidentalmente suicidatosi mentre giocava alla roulette russa nel 1954, per poi riferirsi all'ex Beatle John Lennon, assassinato davanti a casa sua l'8 dicembre 1980, e a John F. Kennedy, ucciso nel 1963. L'anno successivo alla morte di Kennedy, scoppiò la Beatlemania nel mondo (all'epoca Simon viveva a Londra), e nel testo della canzone, egli cita sia i Beatles sia i Rolling Stones. Nel corso di un'intervista promozionale per Hearts and Bones, Simon disse che la morte di Ace era stata la "prima morte violenta che ricordasse", e notò che Kennedy e Lennon divennero i "Johnny Ace" delle rispettive epoche a causa del loro assassinio.
La versione dell'album include una coda di un minuto di durata composta da Philip Glass, suonata con archi, clarinetto e flauto; il tema ricorda la composizione di Glass Pruit Igoe dalla colonna sonora del film Koyaanisqatsi. Questo riflette lo stato d'animo triste della canzone. Marin Alsop, la violinista di quella sessione, sarebbe poi diventata il direttore della Baltimore Symphony Orchestra.
La ristampa del 2004 di Hearts and Bones contiene inoltre un demo acustico del pezzo.

## Esecuzioni dal vivo
Il brano fu eseguito dal vivo per la prima volta da Paul Simon durante la reunion di Simon & Garfunkel nel concerto a Central Park del settembre 1981. Verso la fine della canzone, uno spettatore esagitato salì sul palco, facendo allontanare Simon dal microfono. L'intruso venne prontamente bloccato dalla sicurezza prima che potesse raggiungere Simon e fu sentito urlare: «I gotta talk to you, I gotta talk to you!» ("Devo parlarti, devo parlarti!"). Simon rimase visibilmente scosso — soprattutto perché il testo della canzone tratta di omicidi (e quello di Lennon era di recente memoria), ma continuò l'esibizione senza interruzioni portando a termine il brano. La performance è stata inclusa nelle uscite in VHS e DVD del concerto ma fu omessa dall'album dal vivo. Simon eseguì diverse altre volte la canzone durante il tour seguente di Simon & Garfunkel.
Il 22 novembre 1986 Simon eseguì la canzone al Saturday Night Live, in occasione del 23º anniversario dell'assassinio di John Fitzgerald Kennedy.

## Formazione
- Paul Simon – voce, chitarra acustica
- Dean Parks, Sid McGinnis – chitarre elettriche
- Steve Gadd – batteria
- Greg Phillinganes – basso Fender Rhodes
- Michael Boddicker – sintetizzatore
- Philip Glass – orchestrazione
- Michael Riesman – sintetizzatore, direzione
- Jill Jaffe – viola
- Marin Alsop – violino
- Frederick Zlotkin – violoncello
- George Marge – clarinetto basso
- Carol Wincenc – flauto